# Pak Beng (distrikt)
Pak Beng-distriktet ligger i provins Udomxai i Laos.
Pak Beng-dæmningen er planlagt bygget på Mekong-floden 14 km fra byen Pak Beng.